# Dobroslava Menclová
Dobroslava Menclová (Přerov, 1904. január 2. − Plzeň, 1978. november 19.) cseh művészettörténész, építész és régész.

## Élete
Akadémikus festő családjából származott. Bučovicén járt középiskolába, majd Prágában Josefa Loukota professzor keze alatt tanul a Művészeti Akadémián. Végül a prágai Cseh Technikai Főiskolán végzett építészetet.
1930-ban férjhez ment Václav Menclhez. Együtt dolgoztak Pozsonyban és Szlovákia szerte elsősorban vár- és kolostor ásatásokon. Számos vár felmérését elvégezték. A második világháború alatt Prágában éltek és a csehországi várakat kutatták. Zdeněk Wirth munkásságát is hasznosították. Az 1948-as kommunista fordulat után a Prágáról szóló kiadványukat politikai okokból a nyomda visszautasította.
Az 1950-es évektől művészettörténészekkel együttműködve a freskófestészetre koncentrált. Feldolgozta az erődítési építészetet, ill. a vártípusok fejlődését. Élete végén Morvaországban a határmentő erődítések feldolgozásával foglalkozott, ezen munkája azonban befejezetlen maradt.

## Művei
- 1936 Bratislavský hrad v stredoveku. In: Devín IV
- 1936 Bratislava. Stavební obraz města a hradu. Praha. (tsz. Václav Mencl)
- 1953 O středověkém opevnění našich měst. Zprávy památkové péče IX.
- 1953 Husitské opevnění Tábora. Zprávy památkové péče X.
- 1954 Hrad Zvolen. Bratislava
- 1955 Krásna Hôrka. Bratislava
- 1956 Hrad Bojnice. (tsz. Florián Hodál)
- 1956 Hrad Trenčín. Bratislava
- 1956 Spišský hrad. Pamiatky a múzeá V, 32 n.
- 1957 Spišský hrad. Bratislava
- 1961 Vliv husitských válek na pozdně gotickou fortifikační architekturu. Umění IX, 433-471.
- 1961 Helfštejn, státní hrad a památky v okolí. Praha. (tsz. Gardavský, Z. – Panoš, V.)
- 1963 Oravský zámok. Bratislava. (tsz. Kavuljaková, J.)
- 1965 Karlštejn. Praha. (tsz. Dvořáková, V.)
- 1972/1976 České hrady. Praha